# デパ地下!
『デパ地下!』（でぱちか!）は、原作：東史朗、漫画：藤みき生による日本の漫画作品。

## 概要
株式会社デジマ『コミック・ガンボ』で「デパチカ!」のタイトルで不定期掲載されていた。
6話分を掲載の後、ガンボの廃刊に伴い一旦打ち切りとなった。その後、日本文芸社から「デパ地下!」のタイトルで、ガンボ掲載分に2話を加え、ニチブンコミックスの単行本として発行された。全1巻。

## あらすじ
東京の老舗デパート『伊勢崎屋立浜店』を舞台に描かれる。主人公の山本勇太が『伊勢崎屋銀座店』の広告宣伝部から立浜店へ栄転するところから物語が始まる。グルメをテーマに、主任に着任した主人公の山本が、デパート活況の為の行動を起こしてゆく。

## 主な登場人物
山本 勇太
伊勢崎屋立浜店主任。30歳独身。本作の主人公。もとは銀座本店広告宣伝部だったが、栄転という形で立浜店に異動する。着任してからすぐに美川清作と知り合い、食事を共にしたり、美川からデパートにおけるグルメの在り方の助言を受ける間柄になる。始めは「食」に関心が薄く、異動が都落ちだと嘆いていたが、次第に美川から色々なアドバイスを貰う内に、現場を仕切る主任としての活動にやりがいを感じ始めた。若い娘が好き。
美川 清作
伊勢崎屋立浜店のデパ地下に通う、独り暮らしの老人。彼がデパ地下で2回ほど試食した食べ物は良質のものであると判断されるなど、立浜店からは商品のテストマーケティングとして利用されている。以前は実業家で、豪邸をかまえるほど裕福である。稀代のグルメであり、料理も得意。豊富な知識で山本にアドバイスを授ける。その能力を買われ、デパ地下で料理の実演指導をして活況の呼び込みをする事もある。
川島 律子
伊勢崎屋立浜店B1総括。地下1階を総括する、器量の良いキャリアウーマン。フロアの活気を見抜く眼力もある。また撤退しようとするデパ地下の出店者を引き止める弁論術など、現場管理の人間としては優秀。始めはとぼけた新任の山本に対して懐疑的だったが、山本の頑張りをみて徐々にその能力を認めていった。
岡村 洋一
伊勢崎屋立浜店出店係。社員や店内の人間と協力し、売り場をつくってゆく。問題に立ち向かい頭を悩ませているケースが多いが、山本のアイディアによって救われる事も多く、山本を認めている。出社の際にエントランスに香る香水の匂いが好き。
梶原 博史
伊勢崎屋立浜店フロアマネージャー。パリ支店に3年務めた経験をもち、フランス事情通で、特にワインなどには豊富な知識をもつ。立浜店に異動してきた当初は山本と意見の相違があったが、山本と日本酒とワインの棚の取り合いで双方の売り上げ対決をし、その経緯をもって山本と打ち解けた。能力も高く、女性にモテる。

## 書誌情報／コミックス
- 原作：東史郎、漫画：藤みき生『デパ地下!』 日本文芸社〈ニチブン・コミックス〉、全1巻

1. 2011年12月9日 ISBN 978-4-537-12826-0